# 分裂能格
分裂能格（ぶんれつのうかく、英語: split ergativity）とは、ひとつの言語において、アスペクトや人称などの条件によって能格構文と対格構文の2種類の構文が使いわけられることをいう。

## アスペクトによる分裂
アスペクトまたは時制によって能格構文と対格構文が分かれることは多くの言語で見られる。この場合、一般に過去または完了で能格構文が、非過去または非完了で対格構文が出現する。
アスペクトによる分裂はインド・イラン語派のいくつかの言語に出現する。たとえばヒンディー語は基本的に対格言語だが、過去および完了では行為者に能格の後置詞(ne)が加えられ、動詞の人称は行為対象に一致する。
- anitā abhī soniyā ko dekh rahī hai. アニターは今ソーニヤーを見ている。
- anitā ne soniyā ko skūl mẽ dekhā thā. アニターはソーニヤーを学校で見た。

最初の文は非完了なのでアニターには後置詞がついていない。2番目の文は完了で、能格後置詞が加えられている。
グルジア語では、現在時称で対格構文、過去では能格構文を取る。
- Švil-i ga-i-zard-a 息子は育った（自動詞）
- Deda švil-s zrdi-s 母親が息子を育てる（現在。švil「息子」に与格標示（グルジア語には対格標示がないため与格を使用する））
- Deda-m švil-i ga-zard-a 母親が息子を育てた（過去。deda「母親」に能格標示）

古代マヤ語は能格言語だったが、古典期後期になると分裂能格の現象が現れ、非完了では能格の代名詞接頭辞(u-)が自動詞の主語に使われる。これは現代のチョル語やユカテコ語でも同様である。
- ts'ib-n-ah-∅ それは書かれた（完了）。
- u-ts'ib-n-ah-al それは書かれている（非完了）。

また、叙法によっても分裂が条件づけられる。ネワール語では、命令法では対格的、それ以外では能格的である。シュメール語は能格言語だが、人称代名詞の独立形、命令法や願望法、およびいくつかの分詞構文において対格性が現れる。

## 人称による分裂
人称によって能格構文と対格構文が分かれることも多くの言語で見られる。一般に、一人称は行為対象でなく行為者として現れやすく、二人称がそれにつぎ、ついで三人称、最後に固有名詞がもっとも行為者として現れにくい。多くの言語において、行為者として現れやすい人称は対格標示とともに、行為対象として現れやすい人称は能格標示とともに使われる。
また、名詞が能格的で、非自立的な代名詞は対格的になり、自立的な代名詞はそのどちらかになるという分裂もある。

## 動詞の種類による分裂
言語によっては自動詞が動作を表すもの（活動動詞）と状態を表すもの（中立動詞）の2種類に分かれる。前者はまた他動詞でもあり得るが、その行為主体は活動動詞の主語と同形に、行為対象は中立動詞の主語と同形になる。このような言語は能格言語や対格言語とは異なる第3の類型である活格言語として扱われることが多い。
アメリカ州の先住民族の言語のうち、スー語族、イロコイ語族、アラワク語族などに属する多くの言語にこの類型が見られる。
活格言語のように自動詞が2種類に分かれるわけではなく、主語によって動作が制御可能であるかどうかという意味の違いによって格標示を使い分ける言語がある。ディクソンはこれを「流動的S」と呼んでいる。たとえばチベット語は典型的な能格言語だが、例外として自動詞の意志動詞、とくに移動を表す動詞（行く・来る）の主語に能格の標示(-gis /kiʔ/)が加えられることがあり、その場合、行為者の意志による行為であることを強調する。